# Unendliche Teilbarkeit
Der Begriff der unendlichen Teilbarkeit (auch als unbeschränkte oder unbegrenzte Teilbarkeit bezeichnet) beschreibt in der Stochastik die Eigenschaft vieler Zufallsvariablen, sich als Summe einzelner unabhängiger Zufallsvariablen zerlegen zu lassen. Eingeführt wurde der Begriff 1929 durch den italienisch-österreichischen Mathematiker Bruno de Finetti. Er ist eng verwandt mit dem Begriff der Reproduktivität (aber nicht identisch, siehe weiter unten) und spielt vor allem in der Theorie der Lévy-Prozesse eine große Rolle.

## Definition
Sei {\displaystyle (\Omega ,{\mathcal {A}},P)} ein Wahrscheinlichkeitsraum und {\displaystyle X\colon \Omega \to \mathbb {R} ^{d}} eine {\displaystyle d}-dimensionale Zufallsvariable darauf. {\displaystyle X} heißt unendlich teilbar auf diesem Wahrscheinlichkeitsraum, falls es für jedes {\displaystyle n\in \mathbb {N} } Zufallsvariablen {\displaystyle X_{1},X_{2},\dotsc ,X_{n}\colon \Omega \to \mathbb {R} ^{d}} gibt mit
- {\displaystyle X_{1},X_{2},\dotsc ,X_{n}} sind unabhängig und identisch verteilt
- {\displaystyle \sum _{i=1}^{n}X_{i}\sim X}.

Besonders große Bedeutung kommt dem Konzept der unendlichen Teilbarkeit in folgenden beiden Teilgebieten der Stochastik zu:

## Unendliche Teilbarkeit und Summen unabhängiger Zufallsvariablen
In der allgemeinen Summationstheorie für unabhängige Zufallsvariablen betrachtet man Folgen {\displaystyle X_{1},X_{2},\dotsc ,X_{n},\dotsc } von Zufallsvariablen, von denen jede eine Summe von endlich vielen unabhängigen und identisch verteilten Zufallsvariablen {\displaystyle X_{n1},X_{n2},\dotsc ,X_{nk_{n}}}
ist. Dann gilt folgende Aussage:
Wenn keiner der Einzelsummanden {\displaystyle X_{nk}} einen bedeutenden Einfluss auf die Summe hat (mathematisch formuliert als Bedingung der „unendlichen Kleinheit“ {\displaystyle \lim _{n\to \infty }\max _{k}\;P(\left|X_{nk}\right|>\epsilon )=0\;} für jedes {\displaystyle \epsilon >0}, siehe auch Asymptotisch vernachlässigbares Schema), dann konvergieren die standardisierten Verteilungsfunktionen {\displaystyle F_{n}} gegen eine unendlich teilbare Verteilungsfunktion {\displaystyle F}.
Mit anderen Worten ist die Klasse der unendlich teilbaren Verteilungsfunktionen identisch mit der Klasse der Grenzverteilungen für Summen unabhängiger und identisch verteilter Zufallsvariablen. Diese Aussagen gehen zurück auf Kolmogorow und dessen Schüler Chintschin und Gnedenko.

## Unendliche Teilbarkeit und Lévy-Prozesse
Für Zufallsvariablen {\displaystyle A} und {\displaystyle B} existiert genau dann ein Lévy-Prozess {\displaystyle (X_{t}),\;t\in \mathbb {Q} } mit Zuständen {\displaystyle X_{0}\sim A,X_{1}\sim B}, wenn die Zufallsvariable {\displaystyle B-A} unendlich teilbar ist. Dieses Resultat von Paul Lévy vereinfacht den Beweis von der Existenz der Brownschen Bewegung (erstmals bewiesen durch Norbert Wiener im Jahr 1923) dramatisch, da leicht gezeigt werden kann, dass die Normalverteilung unendlich teilbar ist.

## Beispiele
- Wie bereits erwähnt, ist jede normalverteilte Zufallsvariable unendlich teilbar: für {\displaystyle X\sim {\mathcal {N}}(\mu ,\sigma ^{2}),\;\;n\in \mathbb {N} } wähle unabhängige {\displaystyle X_{1},X_{2},\dotsc ,X_{n}\sim {\mathcal {N}}\left({\frac {\mu }{n}},{\frac {\sigma ^{2}}{n}}\right)}. Damit sind die obigen Bedingungen erfüllt.

- Die Exponentialverteilung mit Erwartungswert {\displaystyle \tau } ist unendlich teilbar, die dazugehörigen „Teiler“ sind gammaverteilt mit Erwartungswert {\displaystyle {\tfrac {1}{n}}\cdot \tau } und Varianz {\displaystyle {\tfrac {1}{n}}\cdot \tau ^{2}}. (Man beachte die uneinheitliche Parametrisierung).

- Es existieren auch diskrete unendlich teilbare Zufallsvariable: So ist die Poisson-Verteilung mit Parameter {\displaystyle \lambda >0} unendlich teilbar: hier sind die unabhängigen Summanden {\displaystyle X_{1},X_{2},\dotsc ,X_{n}} ebenfalls Poisson-verteilt mit Parameter {\displaystyle \lambda /n}.

- Weitere Beispiele für unendlich teilbare Zufallsvariable sind die Gamma-Verteilung (damit Chi-Quadrat-Verteilung und Exponentialverteilung), die Logarithmische Normalverteilung, die logistische Verteilung, die Pareto-Verteilung, die Dirac-Verteilung, die negative Binomialverteilung, Alpha-stabile Verteilungen, die Gumbel-Verteilung, die F-Verteilung und die Student-Verteilung, außerdem die inverse gaussian und die normal inverse gaussian Verteilungen.

- Man sieht schnell, dass die Bernoulli-Verteilung, charakterisiert durch {\displaystyle P(X=1)=p} und {\displaystyle P(X=0)=1-p} mit {\displaystyle 1>p>0} nicht unendlich teilbar ist: Für {\displaystyle n=2} seien hierzu {\displaystyle X_{1}} und {\displaystyle X_{2}} die unabhängigen, identisch verteilten Summanden mit {\displaystyle X_{1}+X_{2}=X}. Falls diese trivial wären (d. h. falls sie nur einen Wert annehmen könnten), wäre die Summe ebenfalls trivial. Also müssen {\displaystyle X_{1}} und {\displaystyle X_{2}} mindestens zwei verschiedene Werte mit positiver Wahrscheinlichkeit annehmen, etwa {\displaystyle a,b\in \mathbb {R} \;\;(a\neq b)}. Die Summe {\displaystyle X_{1}+X_{2}=X} würde dann aber mit jeweils positiver Wahrscheinlichkeit die drei paarweise verschiedenen Werte {\displaystyle 2a,2b} und {\displaystyle a+b} annehmen und wäre demnach nicht Bernoulli-verteilt. Also können {\displaystyle X_{1}} und {\displaystyle X_{2}} nicht existieren. Analog lässt sich zeigen, dass eine nichttriviale Verteilung, die nur endlich viele Werte annimmt, nicht unendlich teilbar ist.

- Mit etwas mehr Aufwand kann gezeigt werden, dass die stetige Gleichverteilung ebenfalls nicht unendlich teilbar ist.

## Alternative Definitionen und kanonische Darstellungen
In der obigen Definition wurde vom Begriff der Zufallsvariablen ausgegangen. Sie lässt sich auf Verteilungsfunktionen übertragen, wenn man berücksichtigt, dass die Verteilungsfunktion einer Summe unabhängiger und identisch verteilter Zufallsgrößen die Faltung der Verteilungsfunktionen der Summanden ist:
Eine Verteilungsfunktion {\displaystyle F} ist genau dann unendlich teilbar, wenn für jedes {\displaystyle n>0} eine Verteilungsfunktion {\displaystyle F_{n}} existiert, so dass {\displaystyle F={F_{n}}^{n*}}, wobei {\displaystyle n*} die {\displaystyle n}-fache Faltung bedeutet.
Betrachtet man noch die zugehörigen charakteristischen Funktionen und beachtet, dass die charakteristische Funktion einer Faltung das Produkt der charakteristischen Funktionen der Faltungsfaktoren ist, dann erhält man eine weitere äquivalente Definition für unendliche Teilbarkeit:
Eine charakteristische Funktion {\displaystyle f} ist genau dann unendlich teilbar, wenn für jedes {\displaystyle n>0} eine charakteristische Funktion {\displaystyle f_{n}} existiert, so dass {\displaystyle f={f_{n}}^{n}}.
Insbesondere durch diese sehr einfache Definition lässt sich in einigen Fällen die Frage nach der unendlichen Teilbarkeit leicht beantworten. So hat z. B. die oben als Beispiel angeführte Chi-Quadrat-Verteilung mit Parameter {\displaystyle m} die charakteristische Funktion {\displaystyle f(t)={\frac {1}{(1-2it)^{\frac {m}{2}}}}} und es ist {\displaystyle f_{n}(t)={\frac {1}{(1-2it)^{\frac {m}{2n}}}}} wieder eine charakteristische Funktion einer Chi-Quadrat-Verteilung mit Parameter {\displaystyle {\tfrac {m}{n}}}.
Aus der letzten Definition lassen sich kanonische Darstellungen für unendlich teilbare Verteilungsfunktionen ableiten:
Eine Verteilungsfunktion {\displaystyle F(x)} ist genau dann unendlich teilbar, wenn ihre charakteristische Funktion {\displaystyle f(t)} eine der folgenden Darstellungen hat
{\displaystyle \log f(t)=iat+\int \limits _{-\infty }^{\infty }\left(e^{itu}-1-{\frac {itu}{1+u^{2}}}\right){\frac {1+u^{2}}{u^{2}}}\,dH(u)}
(Lévy-Khinchin-Formel nach Paul Lévy und Alexandr Chintschin) bzw.
{\displaystyle \log f(t)=iat-{\frac {\sigma ^{2}}{2}}\cdot t^{2}+\int \limits _{\infty }^{-0}\left(e^{itu}-1-{\frac {itu}{1+u^{2}}}\right)\,dM(u)+\int \limits _{+0}^{\infty }\left(e^{itu}-1-{\frac {itu}{1+u^{2}}}\right)\,dN(u)}
(kanonische Darstellung nach Lévy).
Dabei sind {\displaystyle a} und {\displaystyle \sigma } reelle Zahlen, {\displaystyle H} ist eine monoton nicht fallende und beschränkte Funktion mit {\displaystyle H(-\infty )=0} und {\displaystyle M} und {\displaystyle N} sind in {\displaystyle (-\infty ,0)} bzw. {\displaystyle (0,\infty )} monoton nicht fallend mit {\displaystyle M(-\infty )=N(\infty )=0} und die Integrale {\displaystyle \int \limits _{-\epsilon }^{-0}u^{2}\,dM(u)} und {\displaystyle \int \limits _{+0}^{\epsilon }u^{2}\,dN(u)} existieren für jedes {\displaystyle \epsilon >0}.
Beide Darstellungen sind eindeutig.
Der Parameter {\displaystyle a} gibt dabei nur eine horizontale Verschiebung der Verteilungsfunktion {\displaystyle F} auf der reellen Achse an (Verschiebungsparameter, engl. „location Parameter“). Die Konstante {\displaystyle \sigma } wird als Gaußsche Komponente bezeichnet. Die Funktion {\displaystyle H} heißt Lévy-Chintschinsche Spektralfunktion von {\displaystyle F} bzw. {\displaystyle f}, sie hat bis auf einen nichtnegativen Faktor die Eigenschaften einer Verteilungsfunktion, die Funktionen {\displaystyle M} und {\displaystyle N} heißen Lévysche Spektralfunktionen von {\displaystyle F} bzw. {\displaystyle f}.
Diese beiden kanonischen Darstellungen sind Verallgemeinerungen einer bereits früher von Andrei Kolmogorow gefundenen Darstellung, die jedoch nur für Verteilungsfunktionen mit existierender Varianz gilt.

## Unendliche Teilbarkeit vs. Reproduktivität
Ein ähnliches Attribut für Zufallsvariablen ist die Reproduktivität: Eine Familie von Verteilungen heißt reproduktiv, wenn die Verteilung der Summe zweier unabhängiger Zufallsvariablen mit Verteilung aus der Familie wieder in derselben Familie liegt. Ein Unterschied zur unendlichen Teilbarkeit besteht beispielsweise darin, dass bei letzterer die Familie nicht spezifiziert werden muss:
So ist die Familie der Exponentialverteilungen unendlich teilbar, aber nicht reproduktiv (die Exponentialverteilungen bilden jedoch eine Unterfamilie der Familie der Gammaverteilungen, die wiederum reproduktiv ist).
Ein Beispiel für eine reproduktive, aber nicht unendlich teilbare Familie ist die Binomialverteilung mit variablem Parameter {\displaystyle n} und festem Parameter {\displaystyle p}: Ist beispielsweise {\displaystyle X} Binomial{\displaystyle (n,p)}-verteilt und {\displaystyle Y} davon unabhängig Binomial{\displaystyle (m,p)}-verteilt, so besitzt {\displaystyle X+Y} eine Binomial{\displaystyle (m+n,p)}-Verteilung. Unendlich teilbar ist {\displaystyle X} aber nicht, da es zum Beispiel nicht in {\displaystyle n+1} identisch verteilte, unabhängige Summanden zerlegt werden kann.